# Martín Rodríguez (Fußballspieler, 1970)
Martín Rodríguez Alba (* 31. Juli 1970 in San José) ist ein ehemaliger uruguayischer Fußballspieler auf der Position des Stürmers.

## Leben
Martín „Pescador“ Rodríguez ging aus dem Nachwuchs seines Heimatvereins CA San Lorenzo (San José) hervor, mit dem er 1985 Meister in der Cuarta División wurde. Dazu trug er mit 30 Treffern bei. Während seiner Zeit in San José spielte er auch für die Junioren-Auswahl des Departamentos und kam schließlich dort auch zu Einsätzen in der Herren-Auswahl. 1990 und 1991 wurde er mit der Mannschaft Campeon del Sur. Er wechselte 1991 nach Montevideo zu Peñarol; einem der beiden Giganten des uruguayischen Fußballs. Den Aurinegros gehörte er bis 1996 an. In diesem Zeitraum gewann Peñarol in den Spielzeiten 1991, 1993, 1994, 1995 und 1996 die uruguayische Meisterschaft. Mindestens in den Jahren 1992, 1993, 1995 und 1996 gehörte Rodríguez dabei dem Kader der Profi-Mannschaft an. Er debütierte allerdings erst am 14. Juli 1994 im uruguayischen Profifußball. In der Copa Libertadores 1995 kam er zudem auch zu einem Klubeinsatz auf internationaler Ebene.
Nach einer Station bei River Plate Montevideo, wo er 1998 mit 13 erzielten Treffern uruguayischer Torschützenkönig, gleichauf mit dem einstmals für Borussia Dortmund spielenden Rubén Sosa wurde, führte ihn sein Weg 1999 nach Mexiko. Dort stand er zunächst für wenige Monate beim CF Atlante unter Vertrag und debütierte am 28. Januar 1999 für die Mexikaner. Vor der Saison 1999/00 wechselte er zum Zweitligisten CD Irapuato, mit dem er sowohl die Apertura 1999 als auch die Clausura 2000 der Primera División 'A' gewann und somit den Aufstieg in die erste Liga schaffte. Rodríguez stand bis Jahresende 2001 bei Irapuato unter Vertrag und gewann in der Winter-Saison 2001 der mexikanischen Liga mit seinen zwölf Treffern die Torjägerkrone in der letzten Halbsaison (2001) der Freseros, bevor die Erstligalizenz des Vereins – und mit ihr eine Reihe von Spielern, unter anderem auch Rodríguez – auf den CD Veracruz übertragen wurde. Seine letzte Station in Mexiko war der San Luis FC, bei dem er Anfang 2004 unter Vertrag stand.
Anschließend kehrte er in seine Heimat zu San Lorenzo zurück, spielte auch noch für Central und abermals für die Departamento-Auswahl, mit der er 2006 ein drittes Mal Campeon del Sur wurde. Im Dezember 2010 beendete er seine aktive Karriere.
In der Clausura 2010 nahm er mit Atlético Candelaria am Futsal-Wettbewerb der Liga Maragata de Futsal teil.

## Erfolge

### Persönlich
- Torschützenkönig der uruguayischen Primera División 1998 (13 Treffer)
- Torschützenkönig der mexikanischen Primera División: Invierno 2001 (12 Treffer)

### Verein
- Uruguayischer Meister: 1991, 1993, 1994, 1995, 1996
- Mexikanischer Zweitligameister: 1999/00